# Stimmkreis Regensburg-Land
Der Stimmkreis Regensburg-Land (Stimmkreis 304) ist ein Stimmkreis in der Oberpfalz.
Er umfasst
- die Städte Neutraubling, Wörth a.d.Donau, Hemau
- die Gemeinden Alteglofsheim, Altenthann, Aufhausen, Bach a.d.Donau, Barbing, Beratzhausen, Bernhardswald, Brennberg, Brunn, Deuerling, Donaustauf, Duggendorf, Hagelstadt, Holzheim a.Forst, Kallmünz, Laaber, Köfering, Mintraching, Mötzing, Nittendorf, Obertraubling, Pettendorf, Pfakofen, Pfatter, Pielenhofen, Regenstauf, Riekofen, Schierling, Sinzing, Sünching, Tegernheim, Thalmassing, Wiesent, Wolfsegg, Zeitlarn.[2]

## Landtagswahl 2023
Zur Landtagswahl 2023 traten folgende Parteien und Direktkandidaten im Stimmkreis Regensburg-Land an und erzielten folgende Ergebnisse:
| Nr. | Direktkandidat      | Partei       | Erststimmen in % | Gesamtstimmen in % |
| --- | ------------------- | ------------ | ---------------- | ------------------ |
| 1   | Patrick Grossmann   | CSU          | 35,4             | 37,2               |
| 2   | Merten Niebelschütz | GRÜNE        | 9,1              | 9,5                |
| 3   | Tobias Gotthardt    | Freie Wähler | 24,0             | 21,4               |
| 4   | Dieter Arnold       | AfD          | 17,8             | 17,5               |
| 5   | Matthias Jobst      | SPD          | 6,0              | 6,4                |
| 6   | Raphael Dirnberger  | FDP          | 2,5              | 2,3                |
| 7   | Klaus Nebl          | LINKE        | 1,0              | 1,1                |
| 8   | Konrad Silberhorn   | BP           | 1,0              | 0,9                |
| 9   | Claudia Wiest       | ÖDP          | 2,1              | 2,1                |
| 10  | Melanie Zeletzki    | V-Partei³    | 0,5              | 0,4                |
| 11  | Josef Hübl          | dieBasis     | 0,8              | 0,8                |
| 12  | -                   | Volt         | -                | 0,3                |

## Landtagswahl 2018
Die Landtagswahl 2018 hatte folgendes Ergebnis:
- Wahlbeteiligung: 75,3 %
- Stimmberechtigte: 124.948
- Wähler: 94.131
- Ungültige Erststimmen: 773
- Gültige Erststimmen: 93.357
- Ungültige Gesamtstimmen: 1.592
- Gültige Gesamtstimmen: 186.666

| Direktkandidat      | Partei               | Erststimmen in % | Gesamtstimmen in % | +/- zu 2013 |
| ------------------- | -------------------- | ---------------- | ------------------ | ----------- |
| Sylvia Stierstorfer | CSU                  | 39,3             | 39,5               | - 10,9      |
| Matthias Jobst      | SPD                  | 6,8              | 7,0                | − 8,8       |
| Tobias Gotthardt    | Freie Wähler         | 18,7             | 17,8               | + 2,6       |
| Josef Stadler       | GRÜNE                | 12,4             | 12,4               | + 6,5       |
| Ingo Lederer        | FDP                  | 3,5              | 3,3                | + 1,5       |
| Ursula Maxim        | DIE LINKE            | 2,5              | 2,3                | + 0,8       |
| Natalie Smolevska   | BP                   | 1,9              | 2,0                | - 0,4       |
| Thomas Mauch        | ÖDP                  | 1,9              | 1,8                | - 1,2       |
| -                   | PIRATEN              | -                | 0,2                | − 1,5       |
| Dieter Arnold       | AfD                  | 12,4             | 12,5               | + 12,5      |
| Alexandra Geiger    | mut                  | 0,5              | 0,4                | + 0,4       |
| -                   | Die Partei           | -                | 0,3                | + 0,3       |
| -                   | Gesundheitsforschung | -                | 0,1                | + 0,1       |
| Beate Knauer        | V-Partei³            | 0,3              | 0,3                | + 0,3       |

Neben der direkt gewählten Stimmkreisabgeordneten Sylvia Stierstorfer (CSU), die dem Landtag seit 2003 angehört, wurde der FW-Kandidat Tobias Gotthardt über die Bezirksliste seiner Partei in das Parlament gewählt.

## Landtagswahl 2013
2013 wurde der Stimmkreis Regensburg-Land, Schwandorf (Nummer: 305) abgeschafft.
Der Schwandorfer Teil kam zum Stimmkreis Schwandorf, der Regensburger Teil zum Stimmkreis Regensburg-Land.
Beim Schwandorfer Teil handelte es sich um
- die Städte Burglengenfeld, Maxhütte-Haidhof, Neunburg vorm Wald, Nittenau, Teublitz
- die Gemeinden Bodenwöhr, Bruck i.d.OPf., Dieterskirchen, Neukirchen-Balbini, Schwarzhofen und Thanstein.

Beim Regensburger Teil handelte es sich um
- die Stadt Hemau
- die Gemeinden Beratzhausen, Bernhardswald, Brunn, Deuerling, Duggendorf, Holzheim a.Forst, Kallmünz, Laaber, Nittendorf und Regenstauf

Der Stimmkreis Regensburg-Land-Ost wurde in Regensburg-Land umbenannt. Stellenweise kam auch noch die Bezeichnung Regensburg-Land-Ost vor.
Er behielt die Nummer 304 und umfasste nun fast den ganzen Landkreis Regensburg, nämlich:
- die Städte Neutraubling, Wörth a.d.Donau, Hemau
- die Gemeinden Alteglofsheim, Altenthann, Aufhausen, Bach a.d.Donau, Barbing, Beratzhausen, Bernhardswald, Brennberg, Brunn, Deuerling, Donaustauf, Duggendorf, Hagelstadt, Holzheim a.Forst, Kallmünz, Laaber, Köfering, Mintraching, Mötzing, Nittendorf, Obertraubling, Pettendorf, Pfakofen, Pfatter, Pielenhofen, Regenstauf, Riekofen, Schierling, Sinzing, Sünching, Tegernheim, Thalmassing, Wiesent, Wolfsegg, Zeitlarn.

Die Gemeinden Lappersdorf, Pentling und Wenzenbach wurden dem Stimmkreis Regensburg-Stadt zugeordnet. Er erhielt die Nummer 305.
Außer der kreisfreien Stadt Regensburg umfasste er nun noch die Gemeinden Lappersdorf, Pentling und Wenzenbach.
Die Landtagswahl 2013 hatte folgendes Ergebnis:
- Wahlbeteiligung: 65,7 %
- Stimmberechtigte: 123.843
- Wähler: 81.423
- Ungültige Erststimmen: 1.012
- Gültige Erststimmen: 80.409
- Ungültige Gesamtstimmen: 2.430
- Gültige Gesamtstimmen: 160.413

| Direktkandidat      | Partei       | Erststimmen in % | Gesamtstimmen in % | +/- zu 2008 |
| ------------------- | ------------ | ---------------- | ------------------ | ----------- |
| Sylvia Stierstorfer | CSU          | 49,5             | 50,4               | + 7,6       |
| Rainer Hummel       | SPD          | 14,7             | 15,8               | + 0,7       |
| Tanja Schweiger     | Freie Wähler | 18,4             | 15,2               | - 2,5       |
| Brigitte West       | GRÜNE        | 5,2              | 5,9                | + 0,5       |
| Lukas Meyer         | FDP          | 1,7              | 1,9                | - 5,1       |
| Peter Moll          | LINKE        | 1,6              | 1,6                | - 2,5       |
| Reinhard Erös       | ÖDP          | 3,1              | 3,0                | - 0,3       |
| Robert Lederer      | REP          | 0,9              | 1,1                | - 0,9       |
| Mario Schebeske     | NPD          | 1,0              | 1,0                | - 0,2       |
| Werner Suttner      | BP           | 2,4              | 2,5                | + 1,5       |
| Thoralf Will        | PIRATEN      | 1,6              | 1,7                | + 1,7       |

## Landtagswahl 2008
Der Stimmkreis Regensburg-Land trug 2008 den Namen Regensburg-Land-Ost mit der Nummer 304.
Er umfasste die Städte Neutraubling, Wörth a.d.Donau und die Gemeinden Alteglofsheim, Altenthann, Aufhausen, Bach a.d.Donau, Barbing, Brennberg, Donaustauf, Hagelstadt, Köfering, Lappersdorf, Mintraching, Mötzing, Obertraubling, Pentling, Pettendorf, Pfakofen, Pfatter, Pielenhofen, Riekofen, Schierling, Sinzing, Sünching, Tegernheim, Thalmassing, Wenzenbach, Wiesent, Wolfsegg, Zeitlarn des Landkreises Regensburg.
Die Landtagswahl 2008 hatte folgendes Ergebnis:
- Wahlbeteiligung: 60,4 %
- Stimmberechtigte: 96.426
- Wähler: 58.241
- Ungültige Erststimmen: 536
- Gültige Erststimmen: 57.705
- Ungültige Gesamtstimmen: 1.417
- Gültige Gesamtstimmen: 115.065

| Direktkandidat      | Partei       | Erststimmen in % | Gesamtstimmen in % | +/- zu 2003 |
| ------------------- | ------------ | ---------------- | ------------------ | ----------- |
| Sylvia Stierstorfer | CSU          | 41,2             | 42,7               | - 21,5      |
| Joachim Wahnschaffe | SPD          | 15,2             | 15,3               | - 1,6       |
| Jürgen Mistol       | GRÜNE        | 5,0              | 5,7                | + 0,2       |
| Tanja Schweiger     | Freie Wähler | 20,7             | 17,2               | + 12,8      |
| Monika Hetzenecker  | FDP          | 6,7              | 7,3                | + 5,4       |
| Peter Tusche        | REP          | 1,3              | 1,4                | - 0,3       |
| Reinhard Erös       | ödp          | 3,6              | 3,6                | - 0,5       |
| Alois Graßl         | BP           | 1,0              | 1,0                | + 0,2       |
| -                   | BüSo         | -                | -                  | - 0,3       |
| -                   | BB           | -                | -                  | -           |
| Gabriele Braun      | LINKE        | 3,9              | 3,9                | + 3,9       |
| Willi Wiener        | NPD          | 1,3              | 1,3                | + 1,3       |
| -                   | RRP          | -                | 0,5                | + 0,5       |